# Kormesij
Kormesij was van ca. 721 tot 738 de derde kan van Bulgarije en telg van de Doelo-dynastie.

## Context
Het weinige dat we over Kormesij weten, komt uit de Imennik, een opsomming van de namen en regeerperiodes van de kans uit het Eerste Bulgaarse Rijk. Hij regeerde na het Byzantijns-Bulgaars Verdrag (716), dus in een periode van vrede tussen de beide landen. Het reliëf, de Ruiter van Madara, zou in deze periode zijn gemaakt, gebaseerd op de inscripties, die men heeft teruggevonden. Kormesiy wordt in geen enkele andere historische context genoemd.